# Wiggins (Mississippi)
Wiggins é uma cidade localizada no estado americano de Mississippi, no Condado de Stone.

## Demografia
Segundo o censo americano de 2000, a sua população era de 3849 habitantes.
Em 2006, foi estimada uma população de 4661, um aumento de 812 (21.1%).

## Geografia
De acordo com o United States Census Bureau tem uma área de
29,2 km², dos quais 27,9 km² cobertos por terra e 1,3 km² cobertos por água. Wiggins localiza-se a aproximadamente 80 m acima do nível do mar.

## Localidades na vizinhança
O diagrama seguinte representa as localidades num raio de 40 km ao redor de Wiggins.